# Am Basteir
Az Am Basteir (IPA: [əm ˈpaʃtʲɛɾʲ] a skóciai Skye szigetén található csúcs. A Fekete-Cuillin három északi munrójának középső, legalacsonyabb tagja. Jellegzetesen a tőle nyugatra lévő mellékhegyével, a Bhasteir Fog (Bhasteir Tooth) elnevezésű kiszögelléssel együtt szokták ábrázolni. A Sligachanból könnyen elérhető csúcsra vezető túra 14 kilométeres, és 6-8 órát vesz igénybe.

## Általános információk
Az Am Basteir nevének jelentése sok helyen a kivégző, amely elnevezés a hegy és Bhasteir Fog kettősének félelmetes megjelenését tükrözi, ugyanakkor a gael nyelvben nincs ilyen szó, sokkal valószínűbb, hogy mély szakadékot jelent, ami szintén jól adja vissza a hegycsúcs kinézetét. Utóbbi elnevezés valószínűleg a két csúcs közötti hasadékra utal, amelyet csak kötelek segítségével lehet áthidalni. Tőle keletre található a Sgùrr nan Gillean csúcsa, nyugatra a Bruach na Frithe. Déli oldalát a Lota-völgy (Lota Corrie), északi lejtőit a Bhasteir-völgy (Coire a' Bhasteir) alkotja, ahol 600 méteres magasságon fekszik a Bhasteir-tó.

## A túra leírása
Az Am Basteir sokkal nagyobbnak tűnik közelről, mint ahogy az emberek elképzelik Sligachanból nézve. Az északi oldalán lévő szakadék nagyon meredek, és legalább 200 láb magas, a másik oldalon, a Lota-völgy felé pedig még magasabb. A pereme alatt található kisebb kő a Bhasteir Tooth, egy kopár és rendkívül kemény gabbróból álló szikla, amelyben bazalt- és diabázerek vannak.

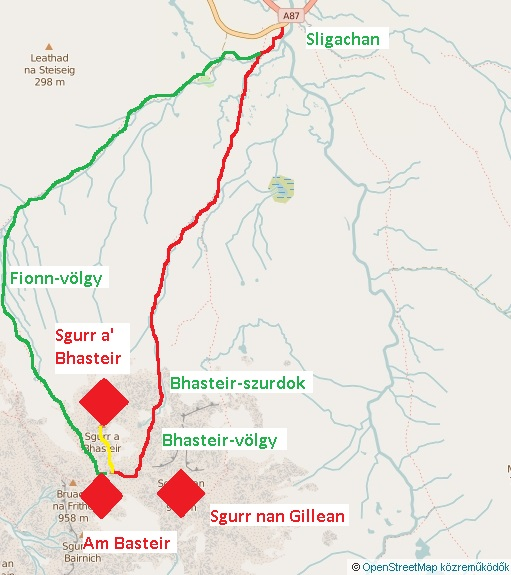
Piros: az Am Basteir csúcsára vezető út, sárga: kitérő a Sgùrr a' Bhasteir irányába, zöld: alternatív útvonal visszafelé a Fionn-völgyön keresztül

A Sligachanból induló túrák a Dearg Beag-folyó (Allt Dearg Beag) vonalát követik a Bhasteir-szurdokig (Bhasteir Gorge). Ezt nyugatról kerüli meg az ösvény, és felvezet a Bhasteir-átjáróba (Bealach a' Bhasteir). Innen a keskeny, kitett gerincen a szakadékok miatt csak hegymászók közlekednek, a hagyományos turistaút a gerinc Lota-völgy felé eső oldalán egy párkányon halad.
Visszafelé ugyanezen a párkányon a csúcs másik oldalán lévő Lice-átjáróig (Bealach nan Lice) is el lehet jutni, ahonnan a Fionn-völgybe (Fionn Choire) lehet leereszkedni. Erre található az ún. lotavölgyi út, amely a Bhasteir Fogra vezető első útvonal volt. 1889-ben Norman Collie és a helyi vezető, John MacKenzie találták meg. A Lice-átjáró felől lehetőség van még felmászni az északra lévő 898 méteres Sgùrr a' Bhasteir csúcsára, ahonnan jó kilátás nyílik délre, az Am Basteir irányába.